# Musterring
Die Musterring International Josef Höner GmbH & Co. KG ist ein Anbieter von Möbeln und Einrichtungsprodukten. Die Firmenzentrale befindet sich im ostwestfälischen Rheda-Wiedenbrück in Nordrhein-Westfalen. Die Produkte verschiedener Hersteller werden unter dem Markennamen Musterring angeboten. Das Unternehmen ist in dritter Generation inhabergeführt.

## Geschichte
Musterring wurde im Jahre 1938 durch den Möbelarchitekten Josef Höner gegründet. In der Nachkriegszeit stieg das Unternehmen in Deutschland schnell zu einem bekannten Anbieter von Qualitätsmöbeln auf.
Im Jahre 1953 erhielt Musterring für 250.000 verkaufte Exemplare des Schlafzimmers „M49“ anlässlich der Ausstellung „Alle sollen besser leben“ den „Grand Prix“ aus der Hand des deutschen Wirtschaftsministers Ludwig Erhard.
Ende der 1950er Jahre wurden die geschäftlichen Aktivitäten auf Österreich, Anfang der 1970er Jahre auch auf Kanada und Japan ausgedehnt. Heute ist Musterring in 25 Ländern vertreten.
Seit Anfang der 1990er Jahre unterstützen Musterring und seine Partner Aufforstungsprojekte.

## Sortiment
Das Musterring-Sortiment umfasst zahlreiche Warengruppen: Wohn- und Schlafzimmer, Couchtische, Esszimmer, Polstermöbel, Küchen, Polsterbetten, Matratzen, Boxspringbetten, Dielen, Badmöbel, Teppiche, Leuchten und Outdoor-Möbel.
Eine erste mitnahmefähige Kollektion wurde 2008 unter dem Namen „set one by Musterring“ entwickelt. Es handelt sich um eine eigenständige Marke für das Segment „Junges Wohnen“. Im Jahr 2009 folgte eine erste exklusive Badmöbelkollektion. Seit 2019 bietet Musterring auch ein umfangreiches Outdoor-Sortiment an.
In den Jahren 2013, 2014 und 2015 erklärte die Internetseite www.testberichte.de (nicht zu verwechseln mit Stiftung Warentest) jeweils ein Musterring-Produkt zum Testsieger.
Im Ausland wird das Sortiment an die Gegebenheiten des jeweiligen Marktes angepasst.

## Produktion und Vertrieb
Derzeit wird das Sortiment unter Beachtung einheitlicher Qualitätsstandards an über 50 verschiedenen Standorten durch Zulieferer produziert. Die Herstellung erfolgt auftragsbezogen, es wird also nicht auf Lager produziert. Musterring selbst stellt grundsätzlich keine Produkte her, sondern agiert als Label, das eigene Kollektionen entwirft und vertreibt. In Deutschland wird Musterring von über 120 Handelspartnern mit rund 300 Verkaufsstellen exklusiv angeboten.
Weltweit führen rund 400 Handelspartner die Marke. Zu den größten Wachstumsmärkten außerhalb Europas gehören die asiatischen Märkte, vorrangig China. In Asien verfügt Musterring über rund 150 Verkaufsstellen, darunter auch Monobrand-Stores. Teils aus logistischen Gründen, aber auch aufgrund lokaler Spezifikationen und individueller Anforderungen werden einige Produkte vor Ort gefertigt.

## Innovationen und Kooperationen
Als konventionelle TV-Geräte durch die ersten Generationen von Flachbildschirmen abgelöst wurden, konzipierte Musterring zusammen mit Sharp neuartige Heimkino-Lösungen, bei denen die Schirme physisch in die Möbel integriert wurden.
Im Jahre 2013 wurde harman/kardon Kooperationspartner. Seit 2013 entwickelt Musterring Audiomöbel, die eine von außen unsichtbare Unterbringung handelsüblicher Soundsysteme ermöglichen.

## Marketing und Werbung
Während die Musterring-Handelspartner für die regionalen Werbeaktivitäten verantwortlich sind, übernimmt Musterring die überregionale Markenkommunikation. Hierbei kommen TV- und Radiospots, Kataloge, Prospekte, Imageanzeigen, Online-Medien, PR und Handelsevents zum Einsatz, außerdem kooperiert Musterring mit Influencern und Bloggern. Darüber hinaus werden dem Handel zahlreiche Materialien für den Markenauftritt am Verkaufsort zur Verfügung gestellt.
Zwischen 2013 und 2020 war der Schauspieler Sky du Mont offizieller Musterring-Markenbotschafter. Seit Anfang 2021 sind Bettina Zimmermann und Kai Wiesinger die neuen Musterring-Testimonials. Als Schauspielerpaar wirken sie in Werbespots mit, die Einsatz im Online-Marketing, Addressable TV und linearen Fernsehen finden. Außerdem treten sie in Printmedien sowie im Rahmen von Musterring Veranstaltungen und PR-Events in Erscheinung.